# Моймир II

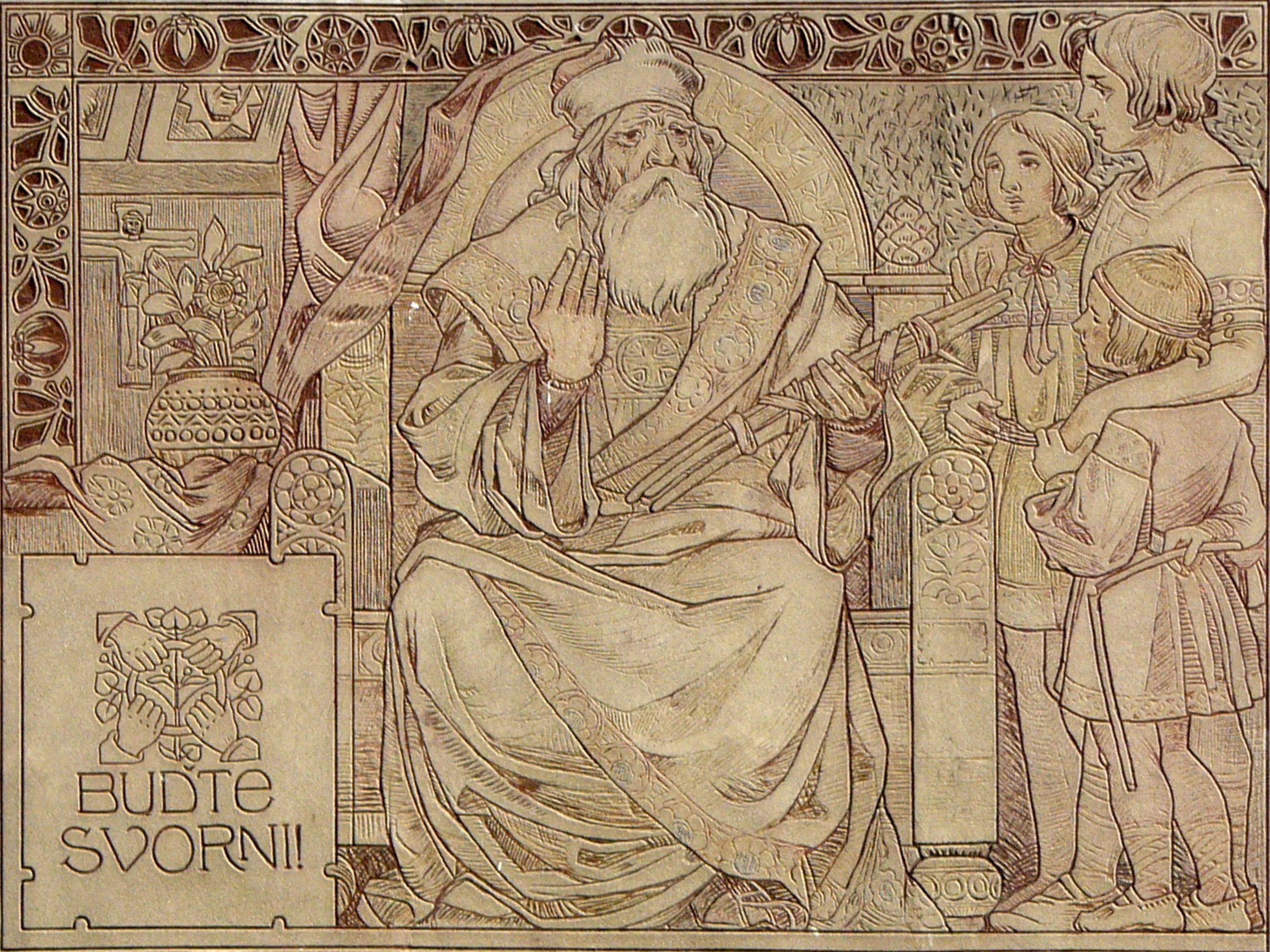
Святополк та його три сини — Моймир II, Святополк II та Предслав.

Моймир II — слов'янський князь, син Святополка I, останній правитель Моравської держави в 894—907 роках. Загинув приблизно в 906 році.
У 894 році, після смерті Святополка I, Моймир II успадкував владу над Великою Моравією; його молодший брат Святополк II отримав як апанаж Нітранське князівство. У 895 році Святополк II, підтримуваний Арнульфом Каринтійським зі Східно-Франкського королівства, повстав проти свого брата. У 897 році він повстав знову, утворивши при цьому союз з Арнульфом. В результаті, коли Моймир II атакував свого брата, то був розбитий посланими йому на допомогу східнофранкськими військами.
Бувши ослабленою внутрішніми конфліктами, Велика Моравія стала втрачати прикордонні території. У 894 році, після того як угри наповнили Блатенське князівство, ця територія відійшла до Східно-Франкського королівства. На наступний рік від Великої Моравії відокремилася Богемія, що стала васалом Арнульфа; у 897 році сюзеренітет Арнульфа визнала Лузація. Нова небезпека виникла, коли угри перетнули Карпати, щоб назавжди оселитися на рівнинах Паннонії (895—896). У 896 році вони розселилися на малонаселених землях Великої Моравії вздовж верхньої й середньої течії Тиси, а в 900—901 роках, після кількох рейдів, вони перейшли Дунай і осіли на іншій його стороні.
Попри всі ці напасті, Моймир II зумів консолідувати сили. У 898 році він попросив папу прислати до Моравії нових священнослужителів, щоб зменшити вплив священнослужителів з Баварії (тобто зі Східно-Франкського королівства). Баварці, незадоволені цією вимогою, послали у Велику Моравію війська, які були розбиті. Крім того, Моймир II зумів зловити бунтівного Святополка II, але той був врятований баварськими військами, з якими пішов у Баварію.
Після смерті короля Арнульфа, Папа римський, нарешті, зважився послати своїх легатів, щоб у 899 році заснувати на моравських землях одне архієпископство і три єпископства, тим самим зменшуючи вплив баварського духівництва. Все, що нам відомо про ці діяння — це те, що архієпископ знову дозволив літургію старослов'янською мовою (а не на латині), і що кафедра одного з них була в Нітрі.
Як згадувалося вище, в 900 році угри перетнули Дунай, увійшовши на колишні землі Великої Моравії, нині зайняті східними франками, і стали здійснювати набіги на баварські землі разом з великоморавськими військами. Східно-Франкське королівство поспішило в 901 році укласти мир з Великою Моравією, і Моймир II помирився з братом, який повернувся на батьківщину. Цей мирний договір також поклав край війні між Великою Моравією і франкським васалом Богемією, що йшла з 895 року.
Тим часом угри стали представляти все більшу небезпеку як для Східно-Франкського королівства, так і для Великої Моравії. У період з 902 по 906 роки Моймир II кілька разів відбивав їхні атаки (у 904 році йому навіть допомагав у цьому контингент баварських військ). Моймир II і Святополк II ймовірно, загинули в 906 році, коли йшли особливо інтенсивні бої з уграми.
У 907 році угри розбили баварців у битві при Прессбурзі. У джерелах, пов'язаних з цим найважливішим боєм, вже не згадуються імена ані Моймира, ані його наступників. З 907 року Велика Моравія почала розпадатися. Залишки основної території Великої Моравії були поділені між Богемією й Угорським королівством, а дрібні місцеві владці продовжували правити в наступні десятиліття в горах сучасної Словаччини.
| Попередник Святополк I (князь Великої Моравії) |  | Великоморавський князь (894) — (906/907?) |  | Наступник — |